# Balés de repertório
Ballet de repertório (em francês ballet d'action) é o tipo de ballet que contém uma história dentro dele, que é representada através de danças. O balé de repertório precisa contar com um número razoável de bailarinos e coreografias para ser executado. Tem um conjunto de passos que deve ser seguido, minuciosamente (apesar de às vezes, o coreógrafo fazer adaptações, que devem sempre ser citadas). Os mais conhecidos são O Quebra Nozes, O Lago dos Cisnes, Giselle, Copéllia, Pássaro de Fogo, Esmeralda, Dom Quixote, etc.
Os balés de repertório contam uma história usando a dança, a música e a mímica. Foram montados e encenados durante o século XIX, e até hoje são remontados com as mesmas músicas e suas coreografias de origem, baseados no estilo da escola que vai apresentá-lo. Seguem tradicionalmente sua criação. No palco se apresentam os grandes bailarinos, o corpo de baile: normalmente as sequências de passos não podem ser mudadas. Exemplo: se a cena 1, adágio, não se pode retirar para colocar um alegro.
São obras montadas antes do século XX que são patrimônio da Humanidade.
Essa é uma lista dos mais famosos balés de repertório:
- O Lago dos Cisnes
- O Quebra Nozes
- Dom Quixote
- A Bela Adormecida
- Romeu e Julieta
- Coppélia
- Cinderella
- Le Corsaire
- Daphnis et Chloé
- La Fille Mal Gardée
- Giselle
- La Sylphide
- La Bayadère
- Paquita
- O Pássaro de Fogo
- Le Sacre du Printemps
- Petrouchka
- Raymonda